# Felsőzsolca
Felsőzsolca là một thành phố thuộc hạt Borsod-Abaúj-Zemplén, Hungary. Thành phố này có diện tích 16,25 km², dân số năm 2010 là 6977 người, mật độ 429 người/km².